# Церик (Врбовець)
Церик (хорв. Cerik) — населений пункт у Хорватії, в Загребській жупанії у складі міста Врбовець.

## Населення
Населення за даними перепису 2011 року становило 48 осіб.
Динаміка чисельності населення поселення:

## Клімат
Середня річна температура становить 10,43 °C, середня максимальна – 24,62 °C, а середня мінімальна – -6,11 °C. Середня річна кількість опадів – 833 мм.
| Клімат поселення                              | Клімат поселення | Клімат поселення | Клімат поселення | Клімат поселення | Клімат поселення | Клімат поселення | Клімат поселення | Клімат поселення | Клімат поселення | Клімат поселення | Клімат поселення | Клімат поселення | Клімат поселення |
| Показник                                      | Січ.             | Лют.             | Бер.             | Квіт.            | Трав.            | Черв.            | Лип.             | Серп.            | Вер.             | Жовт.            | Лист.            | Груд.            |                  |
| Середній максимум, °C                         | 5,85             | 7,94             | 12,42            | 16,51            | 21,51            | 24,62            | 24,12            | 23,59            | 19,62            | 14,44            | 8,89             | 4,82             |                  |
| Середня температура, °C                       | −0,13            | 1,96             | 6,43             | 10,52            | 15,53            | 18,65            | 20,25            | 19,72            | 15,74            | 10,57            | 5,00             | 0,93             |                  |
| Середній мінімум, °C                          | −6,11            | −4,02            | 0,45             | 4,55             | 9,54             | 12,66            | 16,36            | 15,85            | 11,87            | 6,70             | 1,13             | −2,95            |                  |
| Норма опадів, мм                              | 45               | 45               | 53               | 64               | 75               | 92               | 78               | 80               | 77               | 80               | 82               | 62               |                  |
| Середньомісячна швидкість вітру, м/с          | 2.00             | 2.20             | 2.60             | 2.50             | 2.30             | 2.10             | 2.00             | 1.85             | 1.90             | 1.94             | 2.03             | 2.00             |                  |
| Середньомісячна сонячна радіація, кДж/м²·день | 4069             | 6880             | 10582            | 15002            | 19184            | 21153            | 21904            | 19155            | 14181            | 8730             | 4546             | 3327             |                  |
| --------------------------------------------- | ---------------- | ---------------- | ---------------- | ---------------- | ---------------- | ---------------- | ---------------- | ---------------- | ---------------- | ---------------- | ---------------- | ---------------- | ---------------- |
| Джерело:                                      |                  |                  |                  |                  |                  |                  |                  |                  |                  |                  |                  |                  |                  |